# Huracán de Cuba de 1932
El Huracán de Cuba de 1932, también conocido como el Huracán de Santa Cruz del Sur o Huracán de Camagüey de 1932, fue el más peligroso y uno de los más intensos ciclones tropicales en la historia de Cuba. Fue hasta el 2023 el único huracán de categoría 5 registrado en el Atlántico en el mes de noviembre. El ciclón cruzó el mar Caribe, algo atípico para la mayoría de los huracanes en vías de desarrollo a finales de la temporada de huracanes del Atlántico. La tormenta con fuertes vientos, la oleada de la tormenta y lluvia devastó una amplia parte del centro y oriente de Cuba, donde la tormenta fue considerada el peor desastre natural del siglo XX. A pesar de que los efectos del huracán se concentraron principalmente en Cuba, hubo secuelas significativas en las Islas Caimán y las Bahamas, y con efectos menores se sintió en otros lugares.
La depresión tropical que más tarde se convertiría en un huracán destructivo se localizó primero al este de las Antillas Menores el 30 de octubre, y se rastreó hacia el oeste hasta el Mar Caribe, alcanzando la fuerza de la tormenta tropical al día siguiente. Moviéndose hacia el sudoeste hacia la porción sur del Caribe, la tormenta alcanzó fuerza de huracán el 2 de noviembre antes de que se produjera un período de rápida intensificación. El 6 de noviembre, el ciclón tropical alcanzó su intensidad máxima como huracán de categoría 5 con vientos máximos sostenidos de 175 mph (280 km / h). La tormenta se debilitó a la intensidad de categoría 4 mientras giraba hacia el noreste, moviéndose a tierra en la provincia de Camagüey de Cuba el 9 de noviembre con vientos de 150 mph (240 km / h). Después de atravesar la isla, la tormenta se debilitó gradualmente a medida que cruzaba las islas centrales de Bahamas y cerca de las Bermudas. El 13 de noviembre, el sistema pasó a ser un ciclón extratropical y se disipó al día siguiente.
Como el huracán se intensificó al sur del mar Caribe, la tormenta se movió cerca de las Antillas Neerlandesas y Colombia, causando efectos generalizados. Un paso prolongado de Curazao resultó en el daño de la fortificación del puerto. La tormenta azotó la costa de Colombia con fuertes vientos y lluvias torrenciales, obstaculizando gravemente la cosecha de banano en la región y alterando las telecomunicaciones. Varias ciudades, particularmente las cercanas a la costa, sufrieron daños infraestructurales significativos. También se informó de daños marcados, aunque localizados, en los cultivos de banano en Jamaica, donde los fuertes vientos derribaron numerosos árboles. En aguas abiertas, la pista de la tormenta atravesó numerosas rutas marítimas, interrumpiendo en gran medida los envíos principalmente en el Caribe central y dañando varios barcos.

## Historia meteorológica
El huracán de 1932 en Cuba se remonta a una depresión tropical, identificada por primera vez a las 06:00 UTC del 30 de octubre por observaciones de barcos a unos 200 millas (321,9 km) al este de Guadalupe. Siguiendo en general hacia el oeste, la depresión cruzó las Antillas Menores al día siguiente entre Dominica y Martinica. Las presiones barométricas disminuyeron hasta 1008 mbar (hPa; 29.77 inHg) en Santa Lucía y confirmaron la presencia de un ciclón tropical en desarrollo. Poco después de atravesar las islas, la perturbación se intensificó a intensidad de tormenta tropical a las 18:00 UTC del 31 de octubre. Al mismo tiempo que la tormenta se intensificaba gradualmente, el ciclón tropical comenzó a tomar un curso inusual hacia el suroeste. El 2 de noviembre, la tormenta se intensificó a categoría de huracán mientras se encontraba al norte de las Antillas Neerlandesas.
Fortaleciéndose constantemente, el huracán alcanzó el estatus de categoría 2 el 3 de noviembre. Durante el día, la tormenta pasó aproximadamente a 50 millas (80,5 km) al norte de Punta Gallinas en Colombia, la extensión más septentrional de América del Sur. Sin embargo, al mismo tiempo, el huracán se curvó hacia el oeste, lo que provocó que la tormenta se alejara de Colombia y Venezuela. Durante los días siguientes, el huracán se intensificó rápidamente y alcanzó un estado de gran huracán el 4 de noviembre. Al día siguiente, se calculó que la intensidad del huracán era equivalente a la de un huracán de categoría 5 mientras se curvaba hacia el norte. Aunque la tormenta fue calificada como un huracán de categoría 4, el reanálisis del huracán indicó que el ciclón tropical era mucho más intenso de lo inicialmente previsto, con base en observaciones del S.S. Phemius, cuya tripulación estimó vientos de alrededor de 200 millas por hora (321,9 km/h) en el pico de la tormenta y presiones inusualmente bajas. El 6 de noviembre, el huracán alcanzó su punto máximo con vientos sostenidos máximos estimados en 175 millas por hora (281,6 km/h). Durante ese tiempo, S.S. Phemius registró una presión barométrica mínima de 915 mbar (hPa; 27.02 inHg); esta medición fue la más baja documentada durante toda la existencia de la tormenta. Como este informe no ocurrió dentro del ojo del huracán, la verdadera presión mínima de la tormenta pudo haber sido mucho menor.
Avanzando hacia el norte, el huracán se debilitó gradualmente después de la intensidad máxima el 6 de noviembre, pero mantuvo su fuerza de categoría 5 durante 72 horas consecutivas antes de caer finalmente al estado de categoría 4. Debido a una curva gradual hacia el noreste, el huracán pasó cerca de Caimán Brac el 9 de noviembre; se documentó una presión barométrica mínima de 939 mbar (hPa; 27,73 inHg) en la isla. Solo se produjo un leve debilitamiento antes de que el huracán tocara tierra en la costa caribeña de la provincia cubana de Camagüey a las 14:00 UTC de ese día. En el momento de tocar tierra, se estimó que el ciclón tropical tenía una presión mínima de 918 mbar (hPa, 27,11 inHg) y vientos máximos sostenidos de 150 millas por hora (241,4 km/h), con vientos que se extendían hasta 40 millas (65 km) del centro del huracán. La tormenta atravesó Cuba en seis horas antes de emerger en el océano Atlántico a última hora del 9 de noviembre, después de lo cual comenzó a cruzar el archipiélago central de las Bahamas. A las 07:00 UTC del 10 de noviembre, el huracán tocó tierra por segunda vez en la Isla Larga, Bahamas, con una intensidad equivalente a la de una categoría 3 moderna. Continuando con el seguimiento al noreste, la tormenta se movió hacia el este de Bermudas dos días después. El 13 de noviembre, el huracán comenzó a interactuar con un ciclón extratropical centrado en las provincias marítimas de Canadá, y más tarde se debilitó hasta una fuerza de tormenta tropical. Posteriormente, el ciclón tropical se convirtió en extratropical hacia las 18:00 UTC del 14 de noviembre.

## Los preparativos y el impacto

### Mar Caribe, Jamaica y norte de Sudamérica
A medida que el huracán avanzaba lentamente por el este y el sur del Caribe, los mares agitados y los fuertes vientos interrumpieron las rutas de navegación. El 6 de noviembre, la goleta estadounidense Abundance se encontró con la tormenta al este de Jamaica. De resultas, perdió el timón y quedó varada en Punta Morant (Jamaica). Sin embargo, los seis tripulantes del barco fueron auxiliados y sacados de la goleta y transportados a Estados Unidos. Varios otros barcos en el área inmediata también se vieron obstaculizados por la tormenta. También el barco de vapor Tacira y el carguero San Simeon se enfrentaron a la tormenta.
Se informó de algunos daños en el norte del continente Sudamericano cuando el huracán se extendió cerca de la costa. En Colombia, las telecomunicaciones ferroviarias se interrumpieron cerca de Santa Marta, y se creía que las plantaciones de plátanos en la zona habían sufrido en cierta medida debido a los vientos y la lluvia de la tormenta. En Santa Marta, varias casas se inundaron y el tráfico de automóviles se vio obstaculizado por los efectos de la tormenta. Los muelles en el puerto de Santa Marta también fueron dañados. Las fuertes lluvias también arrasaron algunos ferrocarriles y puentes, lo que afectó aún más la distribución de los envíos de banano. En otras partes de la costa, muchos de los puertos marítimos de Colombia fueron dañados por los efectos de la tormenta, mientras que las granjas del interior sufrieron daños por inundaciones extensas. Debido a la escasez de informes del resto de Colombia, la magnitud del daño en Barranquilla sigue sin especificar, aunque en otras ciudades cercanas se informó de daños "importantes". El pueblo de Sevilla, Valle del Cauca fue destruido casi por completo. La isla de Providencia, cercana a Colombia, sufrió daños agrícolas importantes y la pérdida de 36 viviendas. Al noreste, en Curazao, el paso del huracán destruyó las fortificaciones del puerto de la isla. Un malecón cerca de la entrada al puerto de Sint Anna sufrió un colapso parcial, mientras que un puente de pontones que une ambos lados del puerto fue completamente destruido. En la cercana Bonaire, un muelle sucumbió a la lluvia torrencial y los mares agitados.
Con el huracán amenazando a Jamaica, Pan American World Airways canceló sus vuelos a Kingston, Jamaica. En Jamaica, el paso de la tormenta hacia el oeste provocó intensos vientos tan fuertes como 71 mph (114 km / h) para barrer la isla, destruyendo más de 2 millones de árboles. Aunque los efectos en general fueron generalmente mínimos, algunas áreas localizadas en la isla experimentaron una pérdida del 50% de plátanos debido a la tormenta. El costo de los daños en Jamaica fue de US $ 4 millones.

### Islas Caimán
La tormenta devastó las Islas Caimán, especialmente Caimán Brac que fue inundado por la marejada ciclónica, de fuerza 10 metros (33 pies). Muchas casas y edificios fueron arrastrados hacia el mar como resultado de la tormenta y muchas personas tuvieron que subir a los árboles para escapar de las inundaciones. Más de 100 personas murieron en las islas; uno de ellos fue en Gran Caimán y el resto fueron en Caimán Brac. El barco Balboa también se hundió a consecuencia de la tormenta. Aunque no se emitieron advertencias iniciales, el Observatorio Nacional de Cuba señaló su preocupación ante ciclones tropicales intensos, que podían presentar un peligro inminente para Cuba, en particular para la provincia de Camagüey. En noviembre, una advertencia de huracán se emitió para el sureste de Cuba. Como medida de precaución, ciertas rutas de transporte fueron suspendidas en la parte oriental de la isla.
La ciudad de Santa Cruz del Sur en Camagüey fue prácticamente destruida por un enorme marejada ciclónica, con olas de hasta 6,5 metros (21,3 pies) de altura. Pocos edificios quedaron en pie en la zona. Al menos 2.870 personas perdieron su vida en la localidad. En total, 3.033 personas murieron en Cuba y los daños se estimaron en 20 millones (1932 USD; $893.3 millones de hoy).